# 경주 홍씨
경주 홍씨(慶州 洪氏)는 경상북도 경주시를 본관으로 하는 한국의 성씨이다. 시조는 홍득려(洪得呂)이다.

## 참고 자료
- “경주홍씨(慶州洪氏)”. 뿌리를 찾아서.[깨진 링크(과거 내용 찾기)]